# Cosmarium triplicatum
Cosmarium triplicatum là một loài Song tinh tảo trong họ Desmidiaceae, thuộc chi Cosmarium.